# Lamprophiidae
Lamprophiidae (лат.) — семейство змей из надсемейства Elapoidea. Ранее его включали в состав семейства Colubridae в качестве подсемейства Lamprophiinae, однако после проведения тщательных генетических исследований было выделено в самостоятельное семейство. Ареал охватывает Юго-Западную и Среднюю Азию, Африку и остров Мадагаскар.

## Классификация
Первоначально таксон описан в 1848 году Леопольдом Фитцингером ранге подсемейства Lamprophisinae, до статуса семейства повышен в 2009 году. Роды, относящиеся к этому семейству, систематики до этого относили к признанному теперь парафилетическим подсемейству Boodontinae. В семейство включают 89 видов из 16 родов:
- Boaedon Duméril, Bibron & Duméril, 1854 — Домовые змеи
- Bothrolycus Günther, 1874 — Ботроликусы
- Bothrophthalmus W. Peters, 1863 — Ямчатоглазые змеи
- Chamaelycus Boulenger, 1919 — Хамеликусы
- Dendrolycus Laurent, 1956 — Древесные волчьи змеи
- Gonionotophis Boulenger, 1893 — Гонионотофисы
- Gracililima
- Hormonotus Hallowell, 1857 — Угандийские домовые ужи
- Inyoka Kelly et al., 2011
- Lamprophis Fitzinger, 1843 — Южноафриканские домовые змеи
- Limaformosa
- Lycodonomorphus Fitzinger, 1843 — Волкозубые змеи, или волкозубые болотные ужи
- Lycophidion Fitzinger, 1843 — Волчьи змеи, или африканские волчьи змеи
- Mehelya
- Montaspis
- Pseudoboodon Peracca, 1897 — Псевдобоодоны